# Jonathan Ames
Jonathan Ames (Nova York, 1964) és un escriptor novaiorquès, exboxejador, home espectacle, còmic de stand-up i creador de la sèrie Bored to Death de l'HBO. És un narrador honest dels seus infortunis i baixeses que ha publicat diferents llibres, entre ells ¡Despierte, señor! (Principal de los Libros, 2012) i el còmic El alcohólico (Planeta DeAgostini Cómics, 2010). Col·laborador habitual del reputat programa d'entrevistes nocturn televisiu de David Letterman, en la presentació de la seva darrera novel·la va deixar que un tal Throwdini li llancés ganivets.